# Leontopodium conglobatum
Leontopodium conglobatum là một loài thực vật có hoa trong họ Cúc. Loài này được (Turcz.) Hand.-Mazz. mô tả khoa học đầu tiên năm 1924.